# Бархударли
Бархударли — село в адміністративно-територіальній одиниці Ґазахського району Азербайджанської Республіки. Це одне з трьох ексклавів територій Азербайджану у Вірменії. З 27 квітня 1992 року окуповане збройними силами Вірменії.